# Yukari Watanabe
Yukari Watanabe (jap. 渡辺 ゆかり, Watanabe Yukari; * 28. Januar 1981 in Wakkanai) ist eine japanische Eisschnellläuferin.
Yukari Watanabe ist eine Sprintspezialistin, die ihre größten Erfolge auf der 500-Meter-Strecke erzielt. Ihr internationales Debüt gab sie beim Weltcup von Seoul im Dezember 2000, wo sie auf Anhieb einen guten 13. Platz erreichte. Schon im Januar 2001 lief sie in Helsinki erstmals unter die Besten 10 (Rang 7). Ihre beste Platzierung erreichte sie vier Jahre später beim Weltcup in Calgary, wo sie sich nur ihrer Landsfrau Tomomi Okazaki geschlagen geben musste. Im Gesamtweltcup erreichte sie als beste Platzierung einen neunten Rang in der Saison 2002/03.
2001 in Salt Lake City (6.) und 2003 in Berlin trat sie auf der 500-Meter-Strecke bei den Weltmeisterschaften an, 2002 (9.) und 2006 (15.) bei den Olympischen Spielen. 2006 wurde sie japanische Vizemeisterin, 2003 Dritte der japanischen Meisterschaft.

## Eisschnelllauf-Weltcup-Platzierungen
| Platzierung | 100 m | 500 m | 1000 m | 1500 m | 3000 m | 5000 m | 10000 m | Team |
| ----------- | ----- | ----- | ------ | ------ | ------ | ------ | ------- | ---- |
| 1. Platz    |       |       |        |        |        |        |         |      |
| 2. Platz    |       | 1     |        |        |        |        |         |      |
| 3. Platz    | 1     | 1     |        |        |        |        |         |      |
| Top 10      | 4     | 28    |        |        |        |        |         |      |

(Stand: 3. Dezember 2006)